# Michael dos Santos
Michael Pinto dos Santos (Birigui, 20 de abril de 1983) es un jugador de voleibol brasileño.

## Carrera
Comenzó su carrera deportiva en el Banespa, en el que fue campeón juvenil de São Paulo en 2000, campeón de la División Especial de São Paulo en 2004, campeón del Grand Prix en 2004 y campeón de la Superliga Brasileña de Voleibol Masculino en 2004/2005, además de bicampeón de los Juegos Abiertos del Interior de 2005/2006.
Para la selección brasileña, consiguió los títulos mundiales infantiles y juveniles sudamericanos. Para la selección infantil, fue campeón sudamericano en 200 y mundial en 2001. Para la juvenil, fue campeón sudamericano en 2002. Para la selección de São Paulo, fue campeón brasileño de selecciones en 2000.

### Polémicas
El 1 de abril de 2011, el gimnasio polideportivo de Riacho, en Contagem, Minas Gerais, durante el primer juego para las semifinales de la Superliga Brasileña de Voleibol Masculino entre los equipos Cruzeiro y Vôlei Futuro, el equipo local, el Cruzeiro, perdió por 3 sets a 2, a lo que los fanes locales reaccionaron insultando a Dos Santos, refiriéndose a su homosexualidad. Tras las ofensas recibidas, Dos Santos asumió públicamente que es homosexual.
El 9 de abril de 2011, en el segundo partido de la Superliga, jugado en casa por el Vôlei Futuro en el gimnasio de deportes Plácido Rocha, en Araçatuba, São Paulo, los jugadores locales realizaron una serie de acciones en contra de la homofobia sufrida por Dos Santos. Una pancarta gigante pidiendo el fin del prejuicio contra los gais fue expuesta en las bancadas, mientras que los aficionados recibían bates hinchables de color rosa en la entrada al gimnasio. Los jugadores vistieron camisetas rosas, mientras el líbero Mário Júnior, por su parte, se puso una camiseta de colores.